# 11166 Анатольфранс
11166 Анатольфранс (1998 DF34, 1992 QM2, 11166 Anatolefrance) — астероїд головного поясу, відкритий 27 лютого 1998 року.
Тіссеранів параметр щодо Юпітера — 3,527.